# Mira Haar
Mira Maria Haar de Souza (Curitiba, 8 de outubro de 1953) é uma diretora teatral, atriz, roteirista, figurinista e artista plástica brasileira. Considerada um dos grandes nomes do teatro moderno brasileiro, foi também uma das fundadoras da companhia teatral Pod Minoga. É mais conhecida por interpretar Carolina em Mundo da Lua e Nina em Cúmplices de um Resgate.

## Carreira
Como diretora, Mira Haar dirigiu, entre outros, os espetáculos: Cabine do Destino, Onde está Nino? – Teatro do Castelo Rá Tim Bum e Filho de Artista, além de escrever e atuar em Mammy Vai à Lua.
Como figurinista, destacou-se em: Aqui Quase Longe, Uma Mulher Vestida de Preto, Victor ou Vitória, Burundanga, Cabine do Destino e nas óperas: I Pagliaci, Madame Butterfly, La Traviata, Contos de Hoffmann e Pelleas et Melisande.

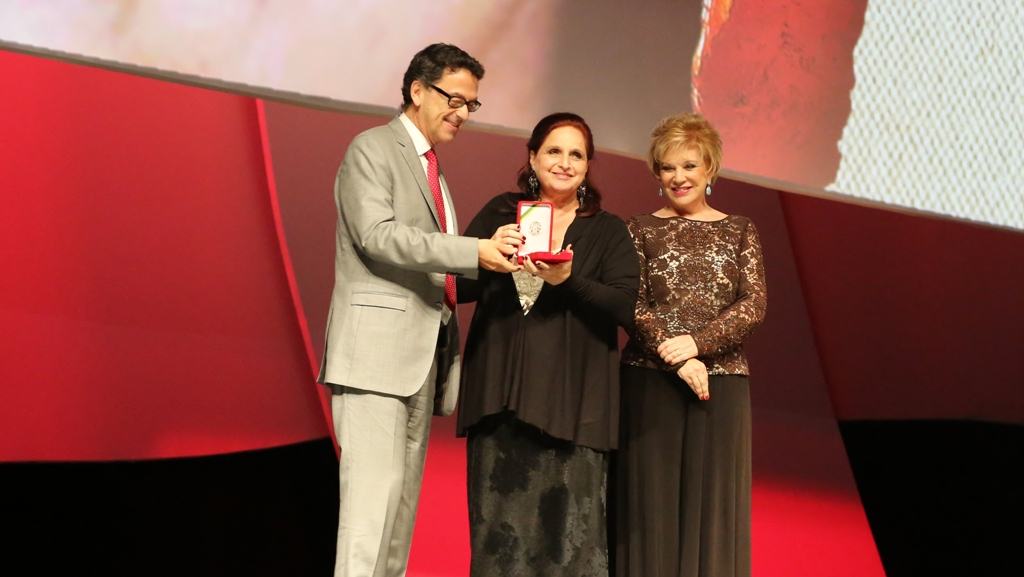
Mira Haar recebendo a medalha da Ordem do Mérito Cultural em 2013.

## Filmografia

### Na televisão
| Ano       | Título                  | Personagem                       | Emissora   |
| --------- | ----------------------- | -------------------------------- | ---------- |
| 1984      | A Máfia no Brasil       | Dona Claide                      | Rede Globo |
| 1988      | Abolição                | Florinda                         | Rede Globo |
| 1991-1992 | Mundo da Lua            | Carolina Silva e Silva           | TV Cultura |
| 1993      | Lucas e Juquinha        | Carolina Silva e Silva (Voz)     | TV Cultura |
| 1996      | Castelo Rá-Tim-Bum      | Biondela - Madrasta da Cinderela | TV Cultura |
| 2011      | Mulher de Fases         | Hilda                            | HBO        |
| 2015-16   | Cúmplices de um Resgate | Nina Agnes                       | SBT        |
| 2019      | As Aventuras de Poliana | Isadora D'Ávila                  | SBT        |

### No cinema[4]
| Ano  | Título                          | Personagem                | Notas          |
| ---- | ------------------------------- | ------------------------- | -------------- |
| 1971 | Júlia Pastrana                  | —                         |                |
| 1980 | Asa Branca: Um Sonho Brasileiro | Sulamitinha "Rita Pavone" |                |
| 1982 | Das Tripas Coração              | —                         |                |
| 1983 | Idos com o Vento...             | Margaret Mitchell         | Curta-metragem |
| 1987 | Brasa Adormecida                | Rosaly                    |                |
| 1987 | Anjos da Noite                  | —                         |                |
| 1988 | Fogo e Paixão                   | Vilma                     |                |
| 1989 | Dias Melhores Virão             | Sra. Caldeira             |                |
| 1991 | Sua Excelência, o Candidato     | Repórter                  |                |
| 2015 | Meu pequeno herói não sabe voar | Vizinha                   | Curta-metragem |

## No Teatro[7]
| Ano       | Título                                        | Notas           |
| --------- | --------------------------------------------- | --------------- |
| 1973      | São Clemente                                  |                 |
| 1974      | A Fabulosa Saga de Violeta Allegro            |                 |
| 1975      | Cenas da Última Noite                         |                 |
| 1977      | Folias Bíblicas                               |                 |
| 1978      | Salada Paulista                               |                 |
| 1979      | Por Minoga Review                             |                 |
| 1980      | Às Margens Plácidas                           |                 |
| 1981-1982 | Filhos do Silêncio                            |                 |
| 1984      | Parentes Entre Parênteses                     |                 |
| 1988      | Levadas da Breca                              |                 |
| 1989      | Cabaret                                       |                 |
| 1993      | Broadway Babies                               |                 |
| 1994      | Repetition                                    |                 |
| 1994      | Fascinação                                    |                 |
| 1995      | Chapeuzinho Adormecido no País das Maravilhas |                 |
| 2001      | Florilégio                                    |                 |
| 2001      | Vitor ou Vitória                              |                 |
| 2007      | Mammy Vai À Lua                               |                 |
| 2010-2014 | Florilégio                                    |                 |
| 2011      | Eu Era Tudo Pra Ela... E Ela Me Deixou        |                 |
| 2018      | Mary e os Monstros Marinhos                   | Direção de Arte |
| 2021      | Pippin                                        |                 |